# Nyctemera crameri
Nyctemera crameri är en fjärilsart som beskrevs av Walter Karl Johann Roepke 1957. Nyctemera crameri ingår i släktet Nyctemera och familjen björnspinnare. Inga underarter finns listade i Catalogue of Life.